# Danger Mouse
A Danger Mouse brit rajzfilmsorozat volt. A sorozatot Brian Cosgrove és Mark Hall készítették. A főszereplő a címadó Danger Mouse (jelentése: "Veszély Egér" vagy "Veszélyes Egér"), aki titkosügynökként dolgozik. A sorozat szerint Danger Mouse a világ legjobb titkosügynöke, aki "annyira titkos, hogy a kódnevének is kódneve van". A sorozat a kémekről szóló történetek, főleg a Danger Man és James Bond paródiája. 1981. szeptember 28.-tól 1992. március 19.-ig sugározta az ITV. 10 évadot élt meg 89 epizóddal.
Egy spin-off sorozat is készült a műsorból Count Duckula címmel, 2015 szeptemberében pedig egy új változat is készült.
A pilot epizód alapján a sorozat sokkal kkomolyabb hangvételű lett volna, de a műsor zeneszerzője, Mike Harding azt mondta a készítőknek, hogy inkább legyen humoros jellegű.
Ez a sorozat volt az első rajzfilm a Nickelodeonon (a Belle and Sebastiannal együtt), és hamar a csatorna második legnépszerűbb sorozata lett.
2007. február 12-én a BBC újból elkezdte vetíteni.
Különlegesség, hogy a műsor epizódjainak készítéséhez időnként 2000 rajzra volt szükség.
1983-ban 21 millió nézővel rendelkezett.
A Channel 4 "100 legjobb tévéműsor" listáján a harmadik helyre került.
Az IGN a 62. legjobb rajzfilmnek nevezte, illetve egyike azoknak a brit rajzfilmeknek, amelyek sikereket értek el az amerikai közönségnél.
11 BAFTA díjra jelölték, viszont egyet sem nyert meg.
Az amerikai zenész/producer a televíziós sorozatról kapta a nevét.